# Monuments historiques im Département Seine-et-Marne

Logo Monument historique

Im Département Seine-et-Marne gab es zum 1. Juli 2019 insgesamt 606 Bauwerke, die als Ganzes oder teilweise (nur Fassade, Glockenturm einer Kirche oder Portal usw.) als Monument historique auf der Denkmalliste standen.
Von den 507 Gemeinden im Département Seine-et-Marne besitzen 220 mindestens ein Monument historique und in 287 Gemeinden gibt es kein Monument historique. 
Die Einstufung beweglicher Objekte als Monument historique, wie zum Beispiel Skulpturen (siehe: Kategorie:Monument historique (Skulptur)), Kirchenfenster (siehe: Kategorie:Monument historique (Glasmalerei)), Taufbecken (siehe: Kategorie:Monument historique (Taufbecken)) und andere sind hier nicht berücksichtigt.